# Водениците (махала)
Водениците или Воденицата е заличена махала (населено място) в Югозападна България, на територията на област Благоевград, община Петрич.

## География
Махалата се е намирала в южните склонове на планината Огражден, край река Градешница. Била е разположена на около 22 километра северозападно от село Първомай.

## История
Според народно предание Водениците възниква в Османската империя в средата на XIX век като махала на сборното село Игуменец. Населението на махалата преживява с воденичарство, земеделие и животновъдство.
Всички местни християни са под ведомството на Българската екзархия. По данни на секретаря на Екзархията Димитър Мишев („La Macédoine et sa Population Chrétienne“) в 1905 година във Водениците (Vodenizite) има 48 българи екзархисти. В началото на XX век горите около Водениците са унищожени от пожар. В резултат на ерозията и наводненията намалява обработваемата земя и част от населението се изселва в махала Робово (днес село Волно) и село Орман (днес Кавракирово).
При избухването на Балканската война в 1912 година човек от селището е доброволец в Македоно-одринското опълчение.
В периода 1946 – 1956 година жителите на Водениците окончателно се изселват в село Гега, обезлюдявайки напълно махалата Махалата не е заличавана с административен акт.
Махалата е заличена със служебен документ (към 1 януари 1956 г.) за заличаване на населени места в периода 1946 – 1956 г.
Население (по преброяване)
- 1920 година – 26 жители
- 1926 година – 28 жители
- 1934 година – 23 жители
- 1946 година – 19 жители

## Личности
Родени във Водениците
- Илия Донев, македоно-одрински опълченец, четата на Миладин Тренчев, 1 рота на 3 солунска дружина[6]